# 马纳河 (法属圭亚那)
马纳河（法語：Mana，法語發音：[mana]）是法国海外省法属圭亚那的河流，长462.1千米，发源自法属圭亚那中央山脉，于阿瓦拉-亚利马波流入大西洋。